# БИОС-3
БИОС-3 — экспериментальный комплекс красноярского Института биофизики, моделирующий замкнутую экологическую систему жизнеобеспечения человека с автономным управлением.

## История
Основой проекта стали работы красноярских учёных И. А. Терскова и И. И. Гительзона по изучению закономерностей функционирования популяций клеток крови. Исследования показали возможность создания устойчивых биофизических систем непрерывного биосинтеза. Появилась возможность создать замкнутые системы жизнеобеспечения человека. Система моделирует замкнутость круговорота веществ в биосфере.
Цель экспериментов — изучение закономерностей функционирования биосферы. Системы жизнеобеспечения человека разрабатывались для жизни человека в космосе, в экстремальных условиях полярных широт, пустынь, высокогорья, подводных работ и т. д.
В 1964 году в системе БИОС-1 была осуществлена замкнутая по газообмену двухзвенная система жизнеобеспечения «человек-хлорелла». Водоросли поглощали углекислый газ и вырабатывали кислород, однако использовать хлореллу в пищу не удалось.
В 1965 году в БИОС-2, кроме водорослей, использовались и высшие растения — пшеница, овощи.
В 1968 году были проведены первые эксперименты в трехзвенной системе «человек — микроводоросли — высшие растения». Был достигнут 85 % уровень повторного использования воды. На основе этих экспериментов был создан БИОС-3 — замкнутая экологическая система жизнеобеспечения человека с автономным управлением.

## БИОС-3
В подвале Института биофизики в красноярском Академгородке было построено герметичное помещение размерами 14 × 9 × 2,5 м и объёмом около 315 м3. Строительство завершилось в 1972 году. Корпус был разделен на четыре отсека, в двух из которых располагались фитотроны, в одном — микроводорослевые культиваторы, а в последнем находились каюты экипажа, бытовое и вспомогательное оборудование. Отсеки соединены герметизируемыми дверьми.
Экипаж — до 3 человек.
В БИОС-3 были проведены 10 экспериментов с экипажами от 1 до 3 человек. Самый продолжительный эксперимент продолжался 180 дней (1972—1973 годы). Удалось достичь полного замыкания системы по газу и воде, и до 80 % потребностей экипажа в пище.
В оранжереях при искусственном освещении выращивалась пшеница, соя, салат, чуфа, морковь, редис, свёкла, картофель, огурцы, щавель, капуста, укроп, лук. Все растения — специальных сортов; в частности, использовалась карликовая пшеница с укороченным стеблем, выведенная профессором Г. М. Лисовским, что позволяло минимизировать объём несъедобной биомассы и обеспечивало урожайность в 200—300 ц/га.
Растения имеют укороченные стебли, что позволяет снизить количество отходов. Чуфа (среднеазиатская трава) выращивалась для производства растительного масла. Продукты животного происхождения применялись в виде консервов.
Больше всех в БИОС-3 прожил инженер Николай Бугреев — в общей сложности 13 месяцев.
В период перестройки «БИОС-3» был законсервирован и эксперименты в нём на время были прекращены.

## Продолжение исследований
В 1991 году создан Международный центр замкнутых экологических систем. Международный центр является структурным подразделением красноярского Института биофизики СО РАН.
Цель исследований Центра — создание, на базе изучения процессов круговорота вещества в биосфере Земли, прототипов и действующих моделей замкнутых экосистем для длительного жизнеобеспечения человека в экстремальных земных и космических условиях.
Глава Центра — академик РАН И. И. Гительзон.
Создание обновленной биосистемы началось в Красноярске в 2005 году при поддержке Европейского космического агентства (ESA). Проводятся исследования в области переработки отходов и выращивания растений в замкнутых экосистемах.

## Иностранные аналоги
- Биосфера 2 (США).
- Lunar Palace 1 (China).
- Изоляционный эксперимент